# Jean Bouhier
Jean Bouhier (Digione, 16 marzo 1673 – Digione, 17 marzo 1746) è stato un giurista e magistrato francese.
Oltre ad essere attivo nell'ambito della giurisprudenza, Bouhier fu anche storico, traduttore, bibliofilo ed erudito.

## Biografia
Nato da una famiglia benestante, Jean Bouhier fu giureconsulto e primo président à mortier del Parlamento della Borgogna nel 1704, carica dalla quale si dimise nel 1728 per dedicarsi alle sue opere storiche e letterarie dopo la sua elezione all'Académie française nel 1727.
Mantenne una vasta rete di corrispondenti in tutta Europa. Era famoso sia per la sua erudizione sia per la splendida biblioteca ereditata dai suoi antenati, che metteva a disposizione dei poeti e dei letterati che ospitava a Digione nel suo hôtel Bouhier de Savigny, al 12 di rue Vauban. Alla fine della sua vita, la sua biblioteca, che non smise mai di arricchire, conteneva circa 35.000 libri e 2.000 manoscritti. Tutte le sue collezioni furono disperse dopo la sua morte, e la maggior parte di esse fu venduta all'Abbazia di Clairvaux nel 1784.
Oltre al trattato sulle consuetudini del Ducato di Borgogna, considerato la sua opera principale, Jean Bouhier fu autore di diverse opere di giurisprudenza e di numerose dissertazioni. Tradusse anche i classici latini, alcuni in collaborazione con l'abate d'Olivet. Tuttavia, secondo i suoi contemporanei, le traduzioni di Bouhier, al quale la moglie era solita dire: “Occupati del tuo pensiero e lascia a me la scrittura”, erano apprezzate più per la loro accuratezza che per il loro stile.
Possedeva una copia manoscritta contenuta in un volume in folio degli Extraits des Arrêts et Jugements di Étienne Pérard.
D'Alembert disse di lui: “Giurisprudenza, filologia, critica, storia antica e moderna, storia letteraria, traduzioni, eloquenza e poesia, egli ha suscitato tutto, ha abbracciato tutto, e, nella maggior parte di essi, ha dato prove illustri, degne di lui”.
Suo fratello Claude Bouhier de Lantenay divenne il secondo vescovo di Digione nel 1744.

## Opere principali
Storia e giurisprudenza
- Traité de la succession des mères en vertu de l’édit de Saint-Maur, avec une dissertation sur les droits de la mère en la succession de ses enfans, au cas de la substitution pupillaire, principalement par rapport à l’usage du Parlement de Dijon (1726)
- Dissertation sur la représentation en succession, suivant la coutume du duché de Bourgogne, avec une explication de l’article XXV de la même coutume (1734)
- Traité de la dissolution du mariage pour cause d’impuissance, avec quelques pièces curieuses sur le même sujet (1735)
- Supplément au Journal du règne d’Henri IV, depuis le 2 août 1589 jusques au 1er avril 1594; depuis le 1er de l’an 1598 jusques en 1602 et depuis le 1er de janvier 1607 jusques au mois de juin 1610 (1737)
- Les Coutumes du duché de Bourgogne, avec les anciennes coutumes tant générales que locales de la même province (2 volumi 1742-46)
- Œuvres de jurisprudence  (2 volumi, 1787-88)

Traduzioni
- Tusculanes de Cicéron (1737)
- Poëme de Pétrone sur la guerre civile entre César et Pompée, avec deux épîtres d’Ovide, en vers français, avec des remarques et des conjonctures sur le poëme intitulé Pervigilium Veneris (1737)
- Les Amours d’Énée et de Didon, poëme traduit de Virgile, avec diverses autres imitations d’anciens poëtes grecs et latins (1742)
- Remarques sur Cicéron (1746)
- Recherches et dissertations sur Hérodote (1746)

Memorie e corrispondenze
- Souvenirs de Jean Bouhier, président au Parlement de Dijon, extraits d’un manuscrit autographe inédit et contenant des détails curieux sur divers personnages des XVIIe et XVIIIe siècles (1866)
- Correspondance littéraire (1974)